# Vicky Cristina Barcelona
Vicky Cristina Barcelona er en amerikansk film fra 2008, instrueret af Woody Allen og hans fjerde film i træk, der er indspillet uden for USA. I hovedrollerne ses Scarlett Johansson, Penélope Cruz, Javier Bardem og Rebecca Hall.
Filmen handler om to amerikanske kvinder, Vicky og Cristina, der er på ferie i Spanien. Der møder kvinderne en kunstner, der er tiltrukket af dem begge, men dog stadig har problemer med sin ustabile eks-kone. Filmen blev optaget i Avilés, Barcelona og Oviedo.

## Medvirkende
- Scarlett Johansson – Cristina
- Rebecca Hall – Vicky, Cristinas ven
- Javier Bardem – Juan Antonio, en kunstner
- Penélope Cruz – María Elena, en kunstner og Juan Antonios eks-kone
- Chris Messina – Doug
- Patricia Clarkson – Judy Nash, Vickys bekendte
- Kevin Dunn – Mark Nash, Judys mand

Dette er den tredje film som Johansson og Allen har arbejdet sammen på, efter Match Point og Scoop.